# Estación de Saint-Pierre-des-Corps
La estación de Saint-Pierre-des-Corps, es una estación ferroviaria francesa situada en la comuna de Saint-Pierre-des-Corps, en el departamento de Indre y Loira, en la región de Centro. Es una de las dos estaciones de tren que posee la ciudad de Tours. Por ella circulan tanto trenes de alta velocidad, como de media distancia y regionales.

## Historia
Fue inaugurada el 2 de abril de 1846 dentro de la prolongación de la línea París-Orleans hacia Tours que luego se convertiría en la clásica línea París-Burdeos. En un primer momento, fue gestionada por la Compagnie du chemin de fer de Paris à Orléans hasta que en 1938 las seis grandes compañías privadas que operaban la red se fusionaron en la empresa estatal SNCF. 
Durante la Segunda Guerra Mundial y debido su situación estratégica la estación fue objetivo del ejército alemán causándole graves daños.
En 1990, con la llegada del TGV, se reconstruyó el edificio para viajeros. 
Desde 1997 la gestión de las vías corresponde a la RFF mientras que la SNCF gestiona la estación.

## Situación ferroviaria
Está situada en el punto kilométrico 233,020  de la línea París-Burdeos. Además, forma parte del trazado de la línea Vierzon - Tours.
La importancia de esta estación se deriva del hecho de que la estación central de Tours está configurada como estación terminal lo que obliga a los trenes que quieren continuar su marcha a retomar la misma marcha atrás. Por ello, y para evitar la pérdida de tiempo que suponen esas maniobras los trenes se detienen en Saint-Pierre-des-Corps. Unos trenes lanzadera, integrados en el sistema de transporte público de la ciudad se encargan de llevar los viajeros hasta Tours. 

## Descripción
La estación parcialmente reconstruida en 1990 para adaptarla a la llegada de la alta velocidad muestra un diseño moderno. La fachada principal, de vidrio, se caracteriza por un monumental entrada donde dos grandes pilares circulares sujetan una bóveda metálica. 
Dispone de 2 andenes centrales al que acceden 4 vías. Ofrece atención comercial todo el día y de máquinas expendedoras de billetes.
Los accesos subterráneos a los andenes y el aparcamiento están decorados con frescos del pintor francés Armand Langlois.

## Servicios ferroviarios

### Alta Velocidad
El gran número de TGV de la SNCF que transcurren por la estación realizan los siguientes trayectos:
- Línea París ↔ Burdeos / La Rochelle / Toulouse.
- Línea París ↔ Tours / Saumur.
- Línea París ↔ Poitiers.
- Línea Nantes ↔ Lille.
- Línea Poitiers ↔ Lyon.
- Línea Nantes ↔ Marsella.
- Línea Nantes ↔ Montpellier
- Línea Burdeos / Toulouse ↔ Lille / Bruselas
- Línea Burdeos ↔ Estrasburgo.

### Media Distancia
Los trenes Aqualys e Intercités enlazan las siguientes ciudades:
- Línea París ↔ Tours vía Blois. Aqualys.
- Línea Caen / Le Mans ↔ Tours. Intercités.
- Línea Tours ↔ Lyon. Intercités.
- Línea París ↔ Royan. Intercités, solo en verano.

### Regionales
Los trenes regionales TER e Interloire circulan por las siguientes líneas:
- Línea Nantes / Saint-Nazaire ↔ Orleans. Interloire.
- Línea Tours ↔ Orleans / Blois. TER.
- Línea Tours ↔ Nevers. TER.
- Línea Tours - Saint-Pierre-des-Corps. Tren lanzadera.